# Anglický pacient (kniha)
Anglický pacient je román kanadského spisovatele Michaela Ondaatjeho z roku 1992. Kniha sleduje čtyři odlišné hrdiny, kteří se potkají v italské vile během italského tažení za druhé světové války. Jsou to k nepoznání popálený muž, o kterém se předpokládá, že je Angličan, kanadská armádní sestra, sikhský ženista britské armády a Kanaďan popsaný jako zloděj. Příběh se soustředí na postupné odhalení pacientových činů před jeho zraněním a emocionální dopady těchto odhalení na ostatní postavy. Kniha je pokračováním románu z roku 1987 nazvaného V kůži lva. V roce 1992 získala britskou Bookerovu cenu a kanadskou Cenu generálního guvernéra. V roce 1996 byla zfilmována. Film získal devět Oscarů, včetně ceny za nejlepší film a režii.